# Parijs-Tours 1926
De 21ste editie van Parijs-Tours  werd verreden op zondag 2 mei 1926. De wedstrijd had een lengte van 342 kilometer, startte in Parijs en eindigde in Tours. 
De Zwitser Heiri Suter kwam als eerste over de streep. Hij was ontsnapt met zijn land- en ploeggenoot Kastor Notter.

## Uitslag
| Plaats  | Naam             | Ploeg               | Tijd      |
| ------- | ---------------- | ------------------- | --------- |
| Winnaar | Heiri Suter      | Olympique           | 12u26'00" |
| 2       | Kastor Notter    | Olympique           | z.t.      |
| 3       | Nicolas Frantz   | Alcyon-Dunlop       | + 3'55"   |
| 4       | Joseph Curtel    | Alcyon-Dunlop       | + 2'30"   |
| 5       | Julien Delbecque | Armor-Dunlop        | z.t.      |
| 6       | Achille Souchard |                     | + 6'38"   |
| 7       | Léopold Matton   |                     | z.t.      |
| 8       | Gaston Rebry     | Peugeot-Dunlop      | z.t.      |
| 9       | Léon Parmentier  | Automoto-Hutchinson | z.t.      |
| 10      | Albert Dejonghe  | JB Louvet-Wolber    | z.t.      |

1896 · 
1897 · 
1898 · 
1899 · 
1900 · 
1901 · 
1902 · 
1903 · 
1904 · 
1905 · 
1906 · 
1907 · 
1908 · 
1909 · 
1910 · 
1911 · 
1912 · 
1913 · 
1914 · 
1915 · 
1916 · 
1917 · 
1918 · 
1919 · 
1920 · 
1921 · 
1922 · 
1923 · 
1924 · 
1925 · 
1926 · 
1927 · 
1928 · 
1929 · 
1930 · 
1931 · 
1932 · 
1933 · 
1934 · 
1935 · 
1936 · 
1937 · 
1938 · 
1939 · 
1940 · 
1941 · 
1942 · 
1943 · 
1944 · 
1945 · 
1946 · 
1947 · 
1948 · 
1949 · 
1950 · 
1951 · 
1952 · 
1953 · 
1954 · 
1955 · 
1956 · 
1957 · 
1958 · 
1959 · 
1960 · 
1961 · 
1962 · 
1963 · 
1964 · 
1965 · 
1966 · 
1967 · 
1968 · 
1969 · 
1970 · 
1971 · 
1972 · 
1973 · 
1974 · 
1975 · 
1976 · 
1977 · 
1978 · 
1979 · 
1980 · 
1981 · 
1982 · 
1983 · 
1984 · 
1985 · 
1986 · 
1987 · 
1988 · 
1989 · 
1990 · 
1991 · 
1992 · 
1993 · 
1994 · 
1995 · 
1996 · 
1997 · 
1998 · 
1999 · 
2000 · 
2001 · 
2002 · 
2003 · 
2004 · 
2005 · 
2006 · 
2007 · 
2008 · 
2009 · 
2010 · 
2011 · 
2012 · 
2013 · 
2014 · 
2015 · 
2016 · 
2017 · 
2018 · 
2019 ·
2020 ·
2021 ·
2022 ·
2023 ·
2024 ·
2025